# Temelucha hastata
Temelucha hastata là một loài tò vò trong họ Ichneumonidae.